# Larry Smith (direttore della fotografia)
Larry Smith (Londra, 1949) è un direttore della fotografia britannico, noto per collaborare spesso col regista danese Nicolas Winding Refn (Fear X, Bronson e Solo Dio perdona) e per aver curato la fotografia di Eyes Wide Shut, ultimo film di Stanley Kubrick.

## Filmografia

### Direttore della fotografia

#### Cinema
- Eyes Wide Shut, regia di Stanley Kubrick (1999)
- The Piano Player, regia di Jean-Pierre Roux (2002)
- Fear X, regia di Nicolas Winding Refn (2003)
- Red Dust, regia di Tom Hooper (2004)
- Bronson, regia di Nicolas Winding Refn (2008)
- Un poliziotto da happy hour (The Guard), regia di John Michael McDonagh (2011)
- Alla ricerca di Jane (Austenland), regia di Jerusha Hess (2013)
- Solo Dio perdona (Only God Forgives), regia di Nicolas Winding Refn (2013)
- Calvario (Calvary), regia di John Michael McDonagh (2014)
- Trafficker, regia di Larry Smith (2014)
- L'uomo che vide l'infinito (The Man Who Knew Infinity), regia di Matthew Brown (2015)
- Tau, regia di Federico D'Alessandro (2018)
- L'apparenza delle cose (Things Heard & Seen), regia di Shari Springer Berman e Robert Pulcini (2021)
- The Forgiven, regia di John Michael McDonagh (2021)
- Caccia all'agente Freegard (Rogue Agent), regia di Adam Patterson e Declan Lawn (2022)
- Luther: Verso l'inferno (Luther: The Fallen Sun), regia di Jamie Payne (2023)
- Dark Harvest, regia di David Slade (2023)

#### Televisione
- Elizabeth I - miniserie TV, 2 puntate (2005)

#### Regista
- Trafficker (2014)